# Aghin
Aghin là một đô thị thuộc tỉnh Shirak, Armenia. Dân số ước tính năm 2011 là 604 người.